# Margherita Vicario
Pour les articles homonymes, voir Vicario.
Margherita Vicario (née à Rome le 13 février 1988) est une chanteuse, compositrice et actrice italienne.

## Biographie
Margherita est la fille du réalisateur italien Francesco Vicario et la petite-fille de Marco Vicario et Rossana Podestà.
Elle a fait ses débuts avec un rôle mineur dans To Rome with Love (2012) de Woody Allen et est apparue dans plusieurs séries télévisées italiennes comme I Cesaroni, RIS Roma – Delitti imperfetti, Caccia al Re – La narcotici et Carlo & Malik,.
En tant qu'auteur-compositeur-interprète, elle a sorti son premier single Nota bene en 2013 et son premier album studio Minimal Musical est sorti en 2014.

## Discographie partielle

### Albums studio
- Esercizi preparatori (EP, 2014)
- Minimal Musical (2014)
- Bingo (2021)

### Single
Artiste principal
- Nota bene (2013)
- Per un bacio (2014)
- La matrona (2017)
- Castagne (2018)
- Abaué (morte di un trap boy) (2019)
- Mandela (2019)
- Romeo feat. Speranza (2019)
- Giubbottino (2020)
- Pincio (2020)
- Is This Love (it) (2020)
- Piña colada feat. Izi (2020)
- Orango tango (2021)
- Come va (2021)
- La meglio gioventù (2021)
- Astronauti (2022)
- Onde (2022)

## Filmographie

### Réalisatrice
- 2024 : Gloria!

### Actrice de cinéma
- 2011 : Tutta la verità sul caso del signor Valdemar de Guido M. Coscino - court métrage
- 2011 : Se riesco parto de Michele Bertini Malgarini et Margherita Vicario - court métrage
- 2011 : Tutti con Lea de Dario Gorini e Andres Arce Maldonado - court métrage
- 2012 : To Rome with Love de Woody Allen : Claudia
- 2012 : Lea de Dario Gorini - court métrage
- 2013 : Pazze di me (it) de Fausto Brizzi : Roberta
- 2014 : La terra e il vento (it) de Sebastian Maulucci (it) : Julie
- 2014 : Arance & martello (it) de Diego Bianchi : Emma
- 2016 : The Pills - Sempre meglio che lavorare (it) de Luca Vecchi (it) : Giulia
- 2016 : L'Universale (it) de Federico Micali (it) ; Camilla
- 2016 : Cristian e Palletta contro tutti (it) d'Antonio Manzini : Teresa
- 2022 : Perfetta illusione (it) de Pappi Corsicato : Paola

### Actrice de télévision
| Année        | Titre                           | Rôle            | Remarques                                         |
| ------------ | ------------------------------- | --------------- | ------------------------------------------------- |
| 2008         | I Cesaroni                      | Étudiant        | Épisode : I segreti sono come i cereali nel latte |
| 2010         | La ladra                        | Patty           | Rôle principal; 12 épisodes                       |
| 2010         | Les Spécialistes : Rome         | Nina            | Épisode : Lo spettacolo della crudeltà            |
| 2012         | 6 passi nel giallo              | Marina Zammit   | Épisode : Presagi                                 |
| 2012         | Un passo dal cielo              | Nadia           | Épisode : La nuova via                            |
| 2013         | Borgia                          | Cariddi Grimani | Épisode : L'Assomption                            |
| 2015         | Il candidato - Zucca presidente | Magò            | Épisode : L'inno                                  |
| 2015         | Caccia al Re - La narcotici     | Cristina        | Rôle principal (saison 2); 6 épisodes             |
| 2017         | Amore pensaci tu                | Chiara Cordaro  | Rôle principal; 20 épisodes                       |
| 2018-présent | Carlo et Malik                  | Cinzia Repola   | Rôle principal                                    |
| 2019         | Non ho niente da perdere        | Federica        | téléfilm                                          |